# Camaroptera chloronota
Camaróptera-de-dorso-oliváceo ou camaróptera-olivácea (Camaroptera chloronota) é uma espécie de ave da família Cisticolidae.
Pode ser encontrada nos seguintes países: Benin, Camarões, República Centro-Africana, República do Congo, República Democrática do Congo, Costa do Marfim, Guiné Equatorial, Gabão, Gâmbia, Gana, Guiné, Quénia, Libéria, Mali, Nigéria, Ruanda, Senegal, Serra Leoa, Sudão, Tanzânia, Togo e Uganda.
Os seus habitats naturais são: florestas subtropicais ou tropicais húmidas de baixa altitude, regiões subtropicais ou tropicais húmidas de alta altitude e matagal húmido tropical ou subtropical.